# Conte de Sloven i de Rus i de la ciutat de Slovensk
El Conte de Sloven i de Rus i de la ciutat de Slovensk (en rus: Сказание о Словене и Русе и городе Словенске) és una obra historicollegendària provinent de la ciutat de Nóvgorod, del segle XVII (no pas més tard del 1638, de principis de la dècada dels 1640), que narra una crònica russa tardana sobre una llegenda de l'origen dels eslaus de Nóvgorod: l'assentament als voltants de Nóvgorod per la tribu, la seua història anterior a Rúrik, els ancestres èpics del poble rus i el començament del seu estat.
La història abasta el període que va des dels descendents de Noé fins a la crida dels varegs. Promou la idea de l'antiguitat de la "poble eslau rus". El tema principal de l'obra és el naixement de la Rus' en temps prehistòrics. La història de la Rus' era considerada la més antiga entre les tribus de la terra. La ciutat de Veliky Slovensk, segons la cronologia del Conte, fou construïda abans del naixement de Moisés. L'autor descriu l'antic poder dels eslaus i els russos, que, segons l'obra, s'estenia per tot el nord de Rússia, els Urals i els Trans-Urals. Els eslaus i els russos, segons la crònica, lluitaren amb èxit a Egipte, Jerusalem i altres indrets. Inclou la llegendària "carta d'Alexandre el Gran als eslaus", popular en la historiografia eslava medieval. Aquesta obra és el monument central de la historiografia llegendària del segle XVII.
A mitjan segle XVII, encabiren el relat en la Crònica patriarcal del 1652, cosa que indica el seu reconeixement com la versió oficial de la història russa antiga. Era àmpliament conegut a l'estat rus del segle XVII i XVIII. Va tenir forta influència en obres d'historiografia russa posterior. 
El Conte és de naturalesa fantàstica, de ficció literària; el seu disseny i datació contradiuen la realitat històrica. L'obra és semblant en concepte al Conte de Meshek, de la mateixa època. Nikolai Karamzín va dir de la crònica que eren "contes de fades inclosos en les cròniques per ignorants".

## Context i noms

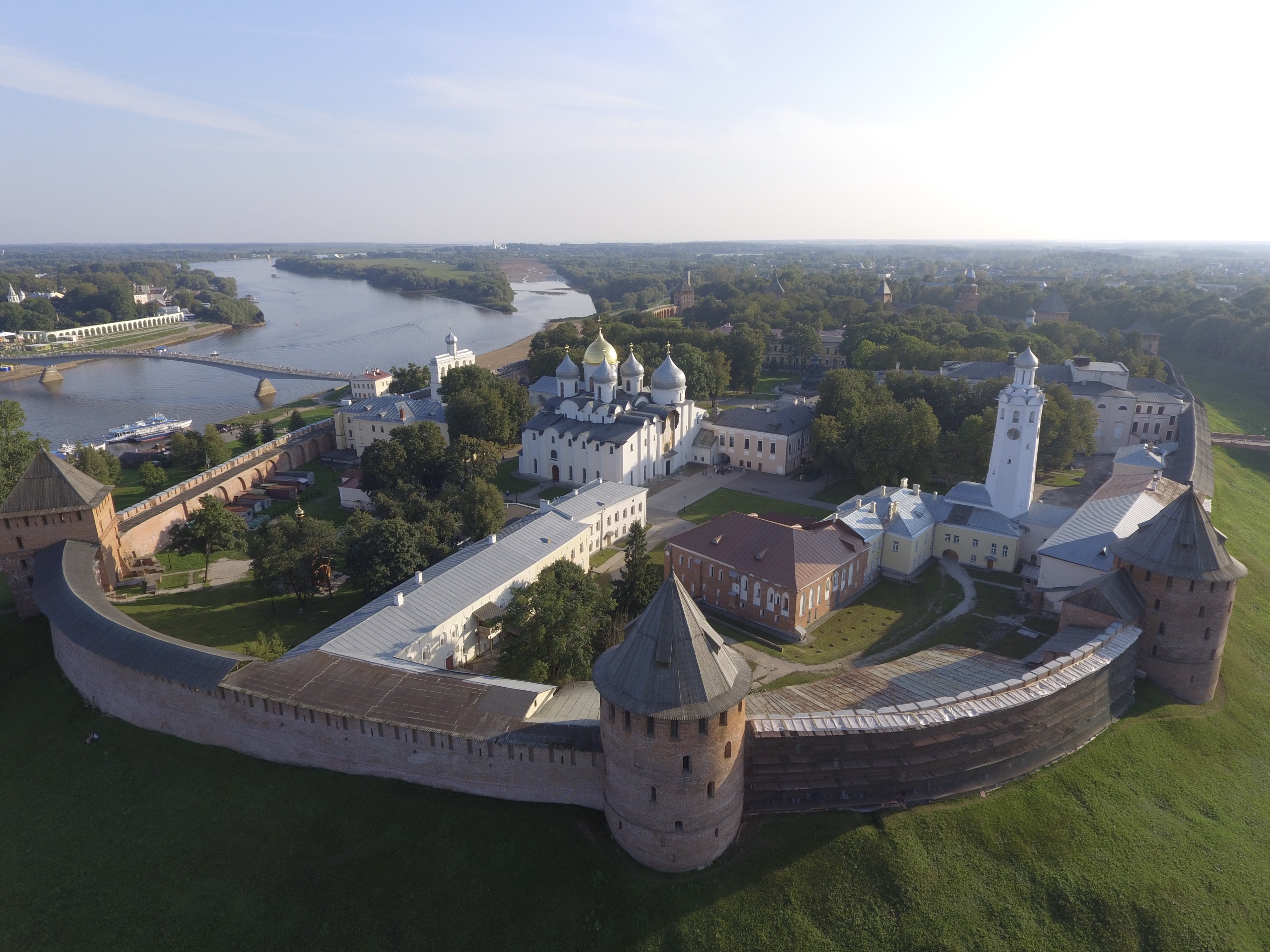
Kremlin de Nóvgorod

L'obra no té un títol estable: Escrit sobre el disseny del terreny del Gran Novagrad original a Slavenorus, La història de la concepció de la terra russa i la creació de Novagrad; El començament de Slovensk, que s'anomena Veliky Novgrad, etc. Novagrad i Novgrad ací designen Nóvgorod. 
Més de 100 llistes del Conte s'han conservat, que daten sobretot de la segona meitat del segle XVII, entre les quals, en el marc del Codi de la Crònica patriarcal del 1652; el Cronograf del 1679, el Tstenik del 1665, la llista d'arxius del Codi de la Crònica patriarcal  de la dècada del 1670, la Tercera Crònica de Nóvgorod, la Crònica de Mazorin d'Isidor Snazine, les Cròniques de Nóvgorod de Zabelin i Pogodin, etc. Les edicions modernes es basen més sovint en la versió del 1679.
El Conte apareix per primera volta en col·leccions de finals de la dècada del 1630 i començament de la del 1640, reescrites fora de Nóvgorod.  La llista més antiga coneguda porta el títol Un breu relat sobre la tribu de la qual provenien els eslaus (en rus: Сказание вкратце, еще от коего колена поидоша словяне) i forma part del manuscrit d'un escriba culte de mitjans de la dècada del 1630. La segona llista més antiga se'n remunta a la primeria de la dècada del 1640.
El text és estable, excepte que en el relat de la crònica, el corpus en alguns casos es va dividir en fragments, que es van inserir en altres històries segons la graella cronològica. Això ho va fer Isidor Snazin, que va escriure la Crònica de Mazurin. Les diferències entre les llistes utilitzades per a la classificació d'Alexandre Lvovitch Goldberg són insignificants.
La crònica pren el nom de dos prínceps llegendaris: Sloven i Rus, i també de la llegendària ciutat de Slovensk, una ciutat segurament vinculada a Nóvgorod. El príncep Sloven hauria fundat Slovensk i el príncep Rus hauria fundat Russa.

## Història i fonts
L'obra no té origen folklòric, per això és inexacte descriure-la com a "llegenda" o "conte"; se'n desconeixen, però, les fonts escrites. La història de Nóvgorod no té anàlegs amb trames semblants en la historiografia croata, txeca i polonesa anterior.

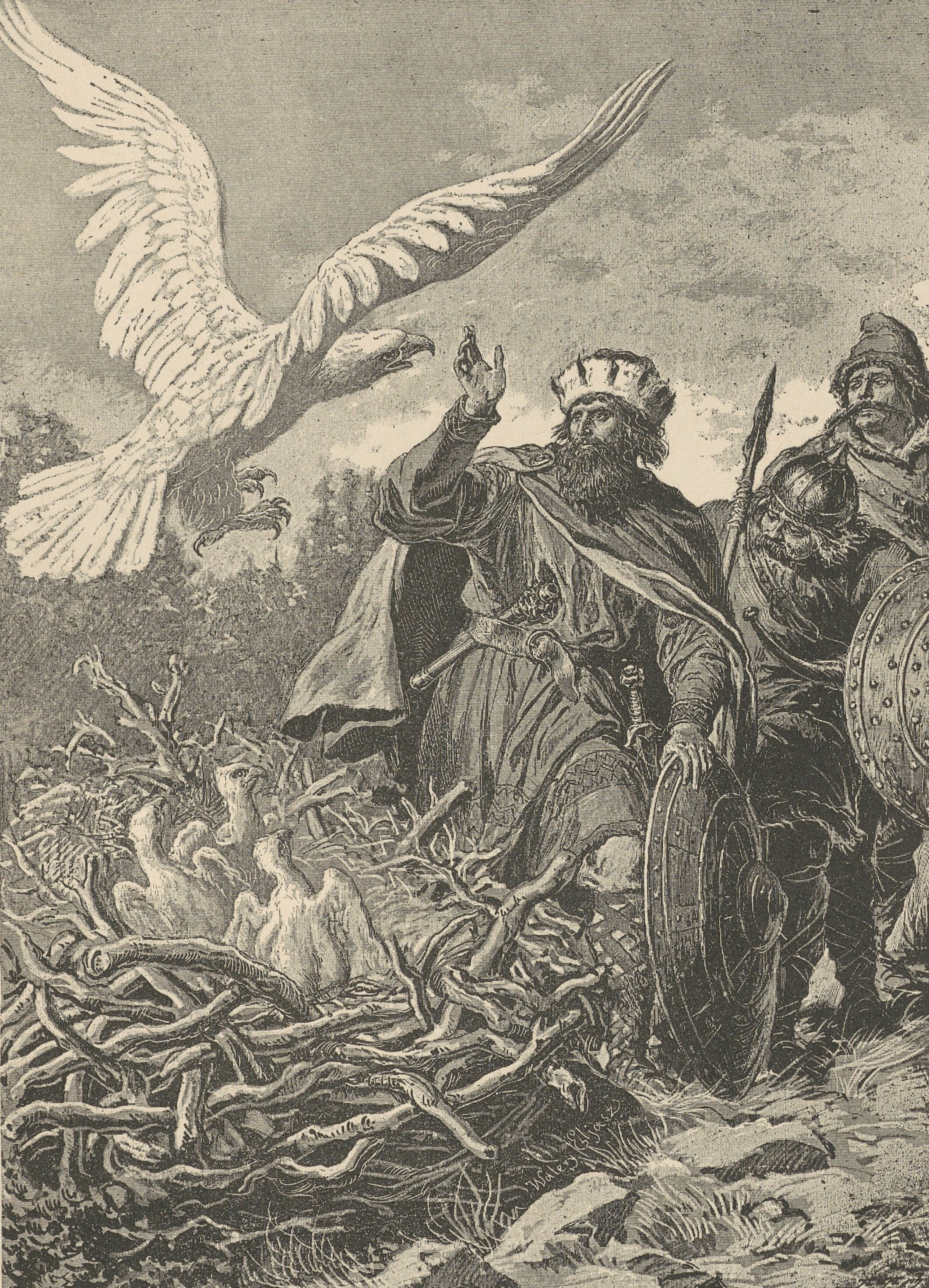
Lech, Čech i Rus, il·lustració del segle XIX

Només els noms de Noé i el seu tercer fill Jàfet figuren en la Bíblia. La llegenda és el resultat del desenvolupament i l'adaptació a les condicions autòctones de la llegenda de Cech i Lech, que es documenta per primera vegada en la <i>Crònica de la Gran Polònia</i> del segle XIV, després transformada en la llegenda de Lech, Čech i Rus, presentats com els avantpassats dels pobles eslaus.   Rus, que en les llegendes eslaves occidentals tenia un paper modest com a germà petit o descendent de Lech, esdevé en la versió russa de la llegenda, juntament amb Sloven, l'avantpassat de tots els pobles eslaus. El Conte repeteix la llegenda generalitzada sobre l'origen de Rúrik de l'emperador romà August. Una novetat en la tradició russa era l'afirmació sobre el parentiu dels eslaus amb els pobles nòmades, sobretot els escites (amb els sàrmates polonesos). Els conceptes historiogràfics que connecten els eslaus amb els escites tenen orígens en la tardana edat mitjana.
Altres fonts del conte són el Relat dels anys passats i el Conte dels prínceps de Vladimir, utilitzat en la darrera part de l'obra, així com en la Carta d'Alexandre el Gran als eslaus, de la qual es coneixen còpies llatines des del segle XV.
La principal diferència entre el Conte i la Relat dels anys passats pel que fa a les idees sobre l'origen dels eslaus és que la seua pàtria ancestral era Nóvgorod. La discrepància, però, amb el concepte del Relat queda emmascarada pel fet que el Conte descriu èpoques fins i tot més antigues que el text del Relat. El Conte hereta la tradició del Relat, que, segons les fonts bizantines i antigues, anomena la regió al nord de la mar Negra, on es van establir els eslaus -els descendents de Jàfet- Gran Escítia. Aquesta denominació permet al compilador del Conte declarar els avantpassats dels pobles medievals de l'Europa de l'Est: els germans Sloven, Rus, Bolgar (avantpassat dels búlgars del Volga ), Koman (avantpassat dels cumans-polovtsians), Ister i Khozars; com a pertanyent a la família dels escites, besnet de Jàfet. A més, el concepte de "Gran Escítia" va ser àmpliament conegut sota la influència d'autors polonesos i txecs que, als segles XVI i XVII, van promoure la teoria sàrmata de l'origen de la noblesa.
Alexandre Mylnikov ha assenyalat la presència de traces de coneixement de la Carta d'Alexandre el Gran als eslaus, que forma part del Conte, en un panegíric poètic dedicat a la mare del rei polonés Joan II Casimir Vasa (1640). Des de les primeres històries del Conte, un dels títols n'és: "[Extracte] de la Història del Monestir de les Coves de Kíiv". Un cert nombre d'historiadors han considerat aquesta indicació com una referència a Synopsis d'Innocent (Giesel) del 1674 i han datat el Conte d'un període posterior.
La Carta d'Alexandre, inclosa en el Conte, probablement es remunta a l'original polonés, com ho demostra la forma de "Marais" (Mars) i la paraula "full" en el sentit de 'missatge'. La font del text de la carta degué ser la Crònica polonesa de Martin Bielski, la traducció russa de la qual es coneix des del 1584. En comparança amb el document originari, el Conte només canvia els destinataris i la geografia de les recompenses. L'autor de la Història de Nóvgorod va fer servir aquest text de manera creativa en la seua edició originària, presumiblement la seua. Els escribes russos coneixien Alexandre el Gran per la novel·la Alexandriïa i un gran nombre d'històries cronogràfiques.

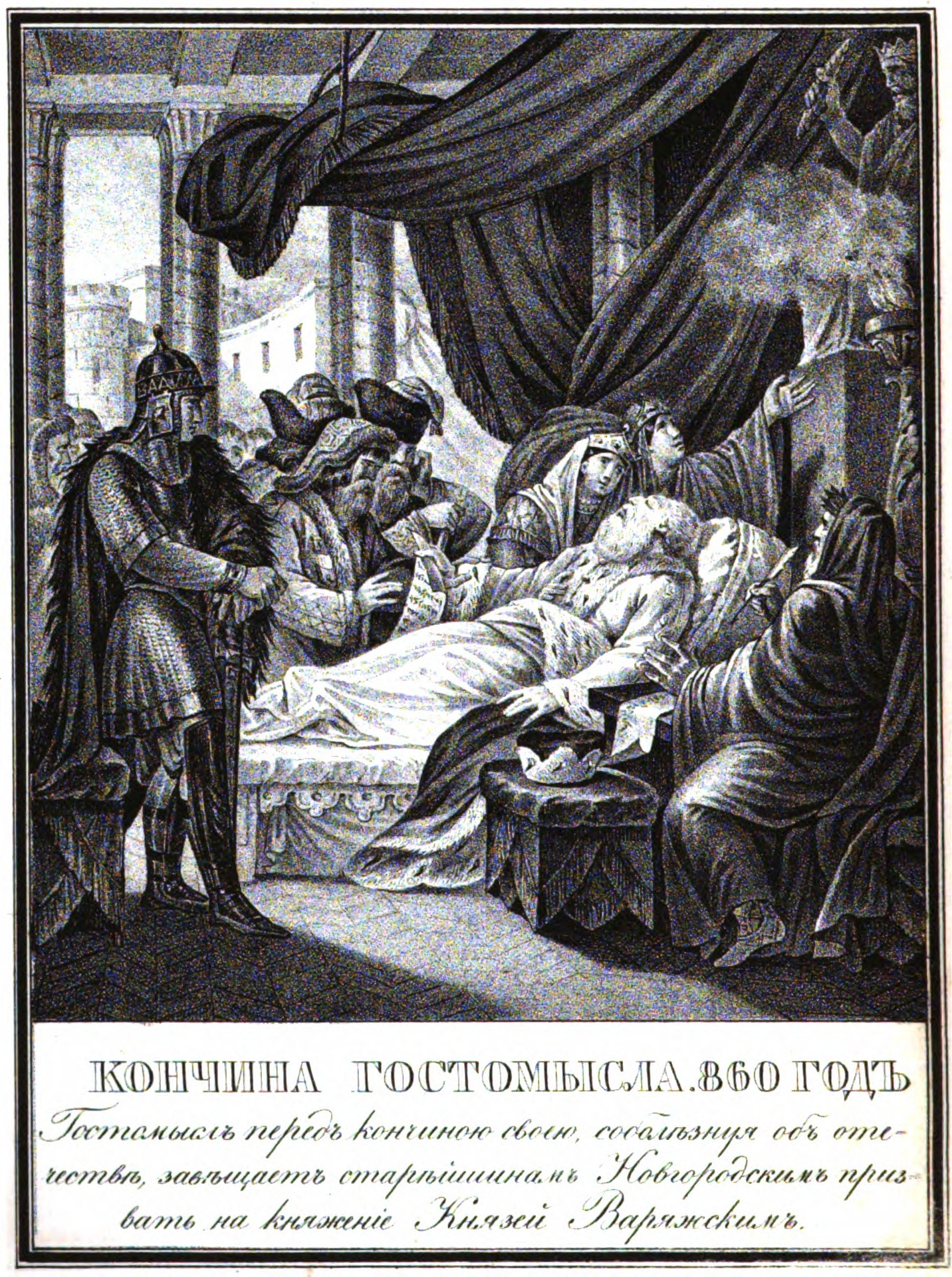
La mort de Gostomysl, Boris Txòrikov, 1836

L'edició de Nóvgorod del Conte es complementa amb una trama del Conte dels prínceps de Vladimir. Es diu que Gostomysl regna sobre Nóvgorod-Slovensk, que ha estat restaurada després de la desolació. Aconsella convocar un "autòcrata" del país prussià "de la família d'August". L'"elector i gran príncep" Rúrik arriba a Nóvgorod. Gostomysl s'esmenta també en textos eslaus occidentals.
El Conte es creà a Nóvgorod des del començament: "Escrivint sobre la concepció a Slavenorústy de la terra de Veliki Nóvgorod". L'original fa referència a la tradició medieval de Nóvgorod, reflectida en la introducció de la Crònica de Nóvgorod.  En el Conte hi ha motius siberians (el país "Skyr": el nom siberià per a la javelina és dynka), i A. V. Lavrentyev va suggerir que l'obra potser fou escrita pel metropolità Cebrià de Nóvgorod (1626-1634), que havia estat arquebisbe de Tobolsk i Sibèria (1620-1626). Segons una altra hipòtesi, una versió primerenca del Conte, que afirmava la importància excepcional de Nóvgorod per a la història eslava i russa, apareix durant els anys de l'ocupació sueca de Nóvgorod (1611-1617), i el Conte justificava el dret de Nóvgorod a triar per a si mateix i per a tota Rússia el governant. La idea del parentiu ètnic dels eslaus i els escites es reflectia en els escrits de Nóvgorod d'aquest període, per exemple, coneixem el  Conte d'una visió a Nóvgorod, que diu que "hi va haver un fenomen a la terra dels escites semblant al descrit a Veliki Novegrad".

## Contingut

### Resum
L'obra se centra en els orígens etnoculturals, no pas dinàstics o estatals, de Rússia: el començament de la història del poble rus, i no sobre l'estat de Rússia. Aquest és un text relativament antic que sintetitza les idees de l'Antiguitat del "poble eslau rus", el motiu dels avantpassats de diversos pobles: els fills de Noé, i la Carta d'Alexandre el Gran.

### Orígens
El Conte conté un conjunt de llegendes en què els etnònims i topònims, sobretot els topònims de Nóvgorod, es remunten als noms dels descendents de Noé. El conte comença amb una història sobre la divisió de terres entre ells després del Diluvi. L'obra descriu la història dels descendents del tercer fill de Noé, Jàfet, que heretà els països occidentals i del nord. Els besnets de Jàfet, Skif i Zardan (també escrit Kazardan), abandonaren els països occidentals per establir-se a l'àrea de la mar Negra (Pont-Euxin). Més tard, els seus descendents van rebre el nom d'Escítia, d'on provenen els germans Sloven, Rus, Bolgar, Koman i Istr (Ister), així com els khàzars, representats pel Kagan, del qual suposadament parla la història grega. 

### Naixement de la Rus' i fundacions
Tot seguit ve el tema principal: el naixement de Rússia en temps prehistòrics (és a dir, abans del segle IX ací). A causa de conflictes, els eslaus de Nóvgorod (anomenats eslovens en rus) i els russos es traslladaren al nord amb el seu poble l'any 3099 a partir de la Creació del món. La part principal comença amb el discurs dels prínceps escites més savis i valents, eslovens i russos, pronunciat en un consell amb els seus súbdits, segons el qual l'avantpassat de Noé va atorgar al "nostre besavi Afet" els espais més grans de l'univers. Per aquest motiu, "germans i amics, deixem de banda la nostra enemistat i el desordre que sorgeix dins nostre a causa de les condicions de fatiga i anem-nos-en cap al destí dels nostres besavis, allà on ens duga la felicitat". I aquest discurs d'eslovens i russos fou valorat per tothom, i van abandonar Escítia "com àguiles alades, volant sobre molts deserts, cercant llocs on establir-se." Els dos germans i els seus companys vagaren durant catorze anys abans de trobar-se a la vora del llac Moiska. La màgia els va dir que s'hi aturassen "els nouvinguts escites" i va construir allà la gran ciutat de Slovensk i van començar a ser anomenats eslaus.

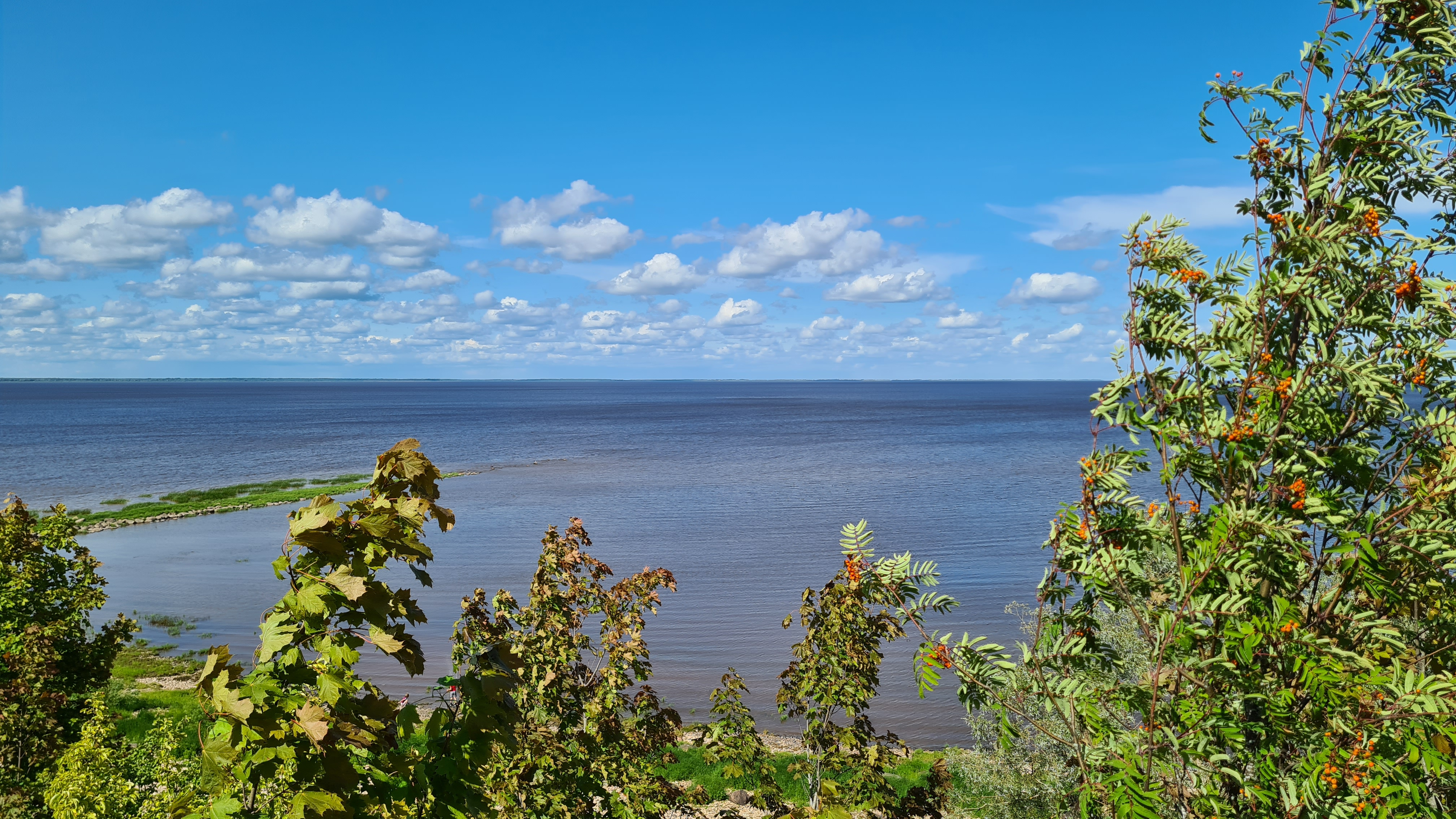
Vista del llac Ilmen

Al nord, els noms i les gestes de Sloven i Rus, els seus fills i nets, es relacionen amb antics noms de llocs i pobles.  El llac Moiska es va anomenar després Ilmen en honor de la germana de Sloven i Rus, Ilmera. El riu Mutnaya es rebatejà com a Vólkhov en honor del fill gran de Sloven. A les seues ribes, el príncep va construir la ciutat de Veliky Slovensk, més tard anomenada Nóvgorod. Rus va fundar Rus (ara anomenada Staraya Rus). De la mateixa manera, altres noms de llocs de Nóvgorod es remunten als noms dels parents dels prínceps. Volkhov, fent honor al seu nom (el nom del riu s'associa amb els mags, Voloshba), era un bruixot i endeví; sabia com transformar-se en cocodril i inculcava por als desobedients. El "Neveglasii" (pagans) el van adorar com un déu i el van anomenar Perun, en honor del qual Volkhov fundà una "petita ciutat al jaciment de Peryn".

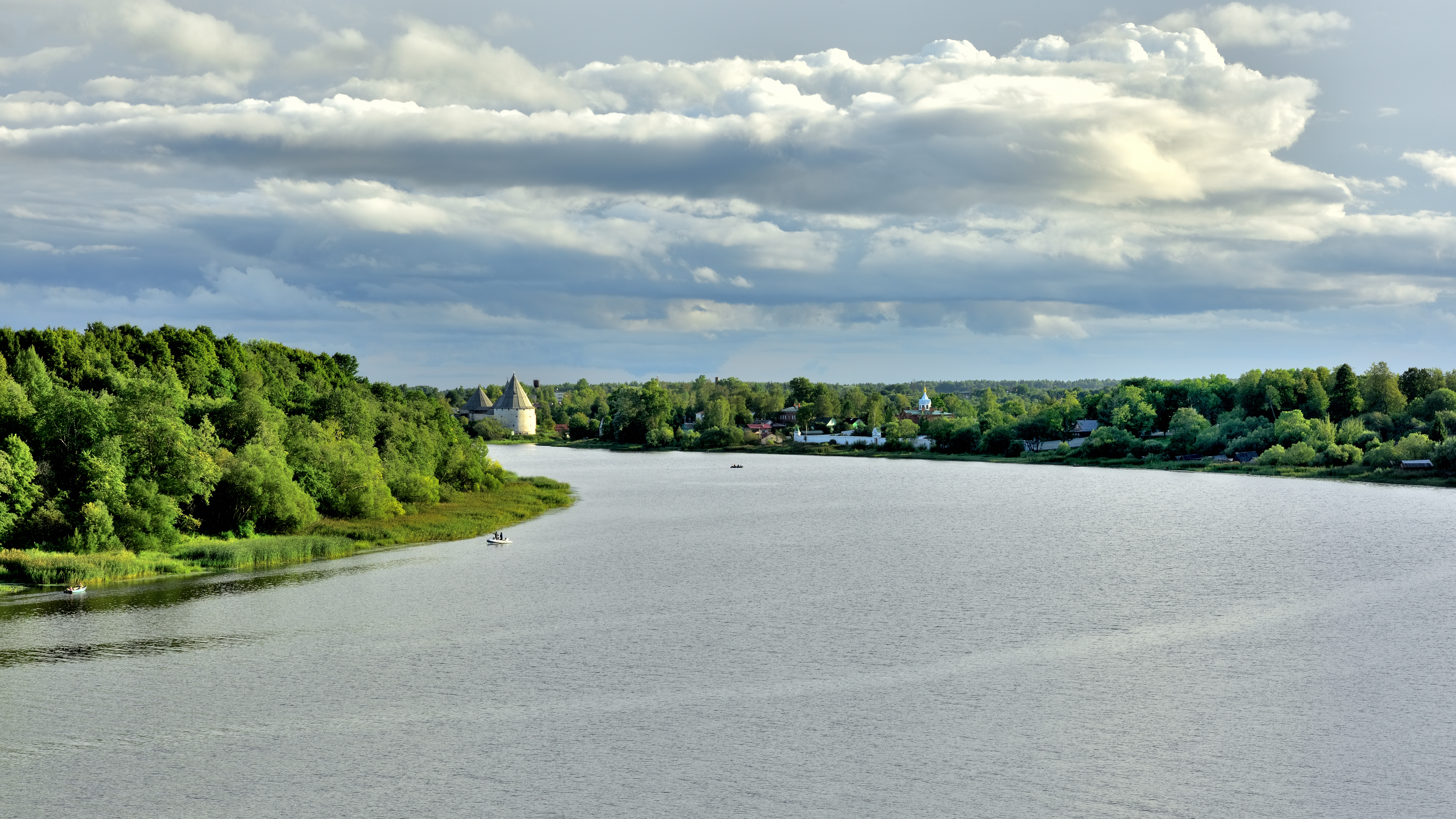
El riu Volkhov a Staraya Ladoga

Els fills i nets de Sloven i Rus viatjaren a l'Àrtic, als Urals i a la terra més enllà de les muntanyes, "cap a Skyr, que és Sibèria".  Els descendents dels eslovens i els russos conquistaren tot el nord fins a l'Àrtic i els Trans-Urals (Sibèria) i, amb els seus parents els búlgars i els escites, subjugaren les terres fins al Danubi.
Els eslaus i els russos van lluitar amb èxit a Egipte, Jerusalem i altres indrets. Van sorprendre tothom amb el seu coratge i els rumors que corrien sobre ells "rugien a les orelles" del sobirà de l'univers, Alexandre el Gran.  A causa de "la llarga distància d'aigües marines buides i inconvenients i altes muntanyes", Alexandre no pogué conquerir els prínceps eslaus Velikossan, Assan i Aveschkhan. "El savi autòcrata, l'il·lustre Alexandre" decideix fer les paus amb els prínceps eslovenorussos.  Aleshores els envia una carta escrita per ell mateix en "lletres de plomes d'or" amb "escut d'armes forjat en or", en què els confirmar per a ells i els seus descendents el dret de propietat de terres i pobles "des de la mar Bàltica fins a la Càspia". A la llista més antiga hi ha un dibuix del "segell d'Alexandre el Gran", que representa un ocell amb el cap estés.  Els prínceps van penjar aquesta "epístola" al santuari eslovenorús "al costat dret de l'ídol de Volos".  En el seu honor, van instituir un festival anual.
La ciutat de Veliky Slovensk va caure dues voltes en la desolació i fou ressuscitada pels eslaus que vingueren del Danubi amb els seus parents búlgars i escites. Durant el segon renaixement, la ciutat es va reconstruir Vólkhov avall i es reanomenà Veliky Nóvgorod. El llegendari Gostomysl n'esdevingué el "el més gran i el príncep". Des d'allà, els eslaus s'establiren de nou per tot l'Europa oriental i sud-oriental.  La família de Gostomysl es va extingir durant la seua vida, i va aconsellar als ciutadans que anomenassen els autòcrates del país prussià "de la família d'August", els descendents de l'emperador romà August. De Prússia vingué l'"elector o gran príncep" Rúrik, "un rei de la família reial". En la figura de Rúrik, la història del Conte es fusiona amb la crònica. Al Conte, es diu: "Fill del príncep més gran de Nóvgorod, Gostomysl, anomenat el jove Sloven, va deixar el seu pare amb els Chuds i va construir una ciutat amb el seu nom al riu en un lloc anomenat Khodnitsa, i anomenà la ciutat Slovensk, i allà regnà. Va romandre-hi tres anys i va morir. Pel seu fill Izbor, per tant, la seua ciutat s'anomena Izborsk. Aquest mateix príncep Izbor fou rosegat per la serp i va morir."

## Publicació i influència

### Recepció i distribució
El Conte, que englobava noms i títols, discursos commovedors d'herois i dates fictícies, gestes d'aquests herois, ambientades en una etapa desconeguda de la història, era molt modern i literari per al seu temps. És per això que el relat es va estendre aviat als tallers d'escriptura dels experts en cronografia i cròniques. La nova historiografia exigia un nou inici, més heroic i antic que el dels pobles veïns.
Aquesta història de Nóvgorod mai no es va criticar en el seu temps, a diferència d'una altra obra fantàstica, el Conte de Mèshek, fins i tot a Moscou, caracteritzat pel centralisme moscovita. Els autors de Moscou i la seua regió, que consideraven Moscou el centre del món, perderen la primacia en la història de Rússia a favor de Nóvgorod, tot i que van anomenar la història del net de Noé, Meshek, en rus Mosokh, que va donar origen als "moscovites" a la vora del riu Moscou. L'autor del Conte de Meshek va "vincular" personatges i fets de ficció als esquemes d'obres històriques que circulaven per Occident i eren ben conegudes a Rússia, i això va impulsar els escribes erudits a comprovar-ne la informació. El Conte no tenia aquests inconvenients.

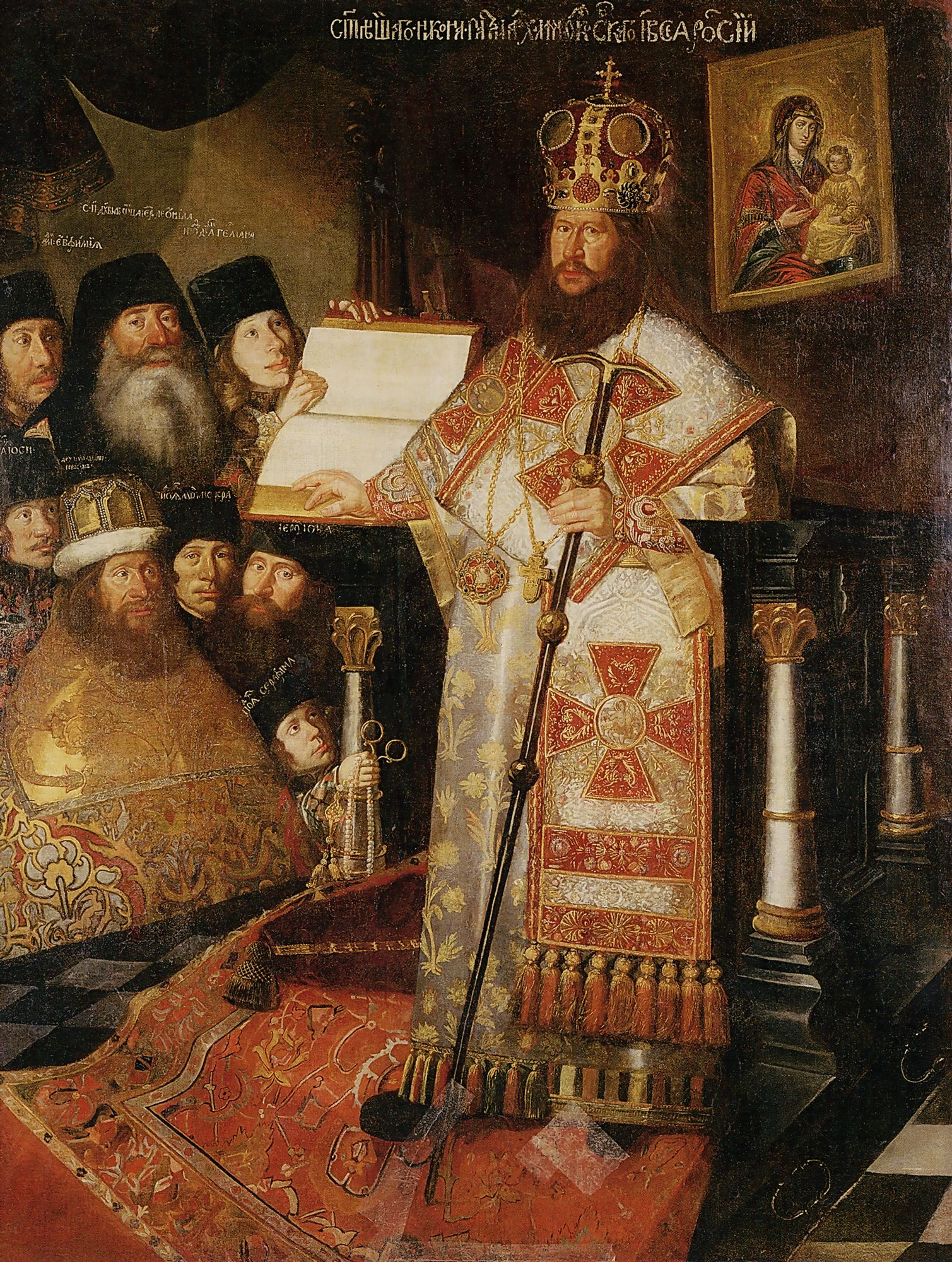
Retrat del patriarca Nicó, cap al 1660-1665

La història no va tenir massa popularitat abans de ser inclosa en les cròniques de tota Rússia. A mitjan segle XVII, el Conte (amb el títol La història de l'inici de la terra russa i la creació de Novagrad i d'on provenia la família de prínceps eslaus) fou inserida en la Crònica Patriarcal del 1652 i, per tant, va ser reconeguda com la versió oficial de la història russa primerenca.  L'entrada al Codi Patriarcal es va fer a Nóvgorod, des d'on el metropolità Nicó de Nóvgorod traslladà els materials de la crònica a Moscou. El codi va ser presentat a "l'elecció" de Nicó com a patriarca i completat a Moscou entre els anys 1652 i 1658. La inclusió en un codi autoritzat, que circulava en un gran nombre de llistes, donà autoritat a la història per als compiladors de les principals cròniques i la feu accessible als escribes.
El conte era àmpliament conegut a l'estat rus als segles XVII i XVIII. La prova de la seua popularitat és la seua crítica per part de l'erudit croat del segle XVII Juraj Križanić, que va utilitzar el còdex del 1652 com a font principal sobre història russa,  i la traducció de la Carta d'Alexandre el Gran sobre els eslaus al llatí, que, com va establir Alexander Mylnikov, la va fer al voltant del 1665 Sebastian Glavinich, membre de l'ambaixada d'Augustin Meyerberg a Rússia.

### Base per a altres cròniques
La popularitat del Conte augmentà a causa del gran nombre de llistes de les cròniques de Nóvgorod de Zabeline i Pogodine, compilades els anys 1680-1690, que va continuar en noves edicions i llistes, a partir de la fi del segle XVII i la primeria del XIX. 
El relat complementava les llistes de cròniques anteriors, inclosa la Crònica Nikanorovskaia, la de Kholmogory, la Nikanorovskaïa (en la compilació d'Arseni (Soukhanov) i el Llibre dinàstic. En alguns casos, el Conte s'integra al principi del còdex.

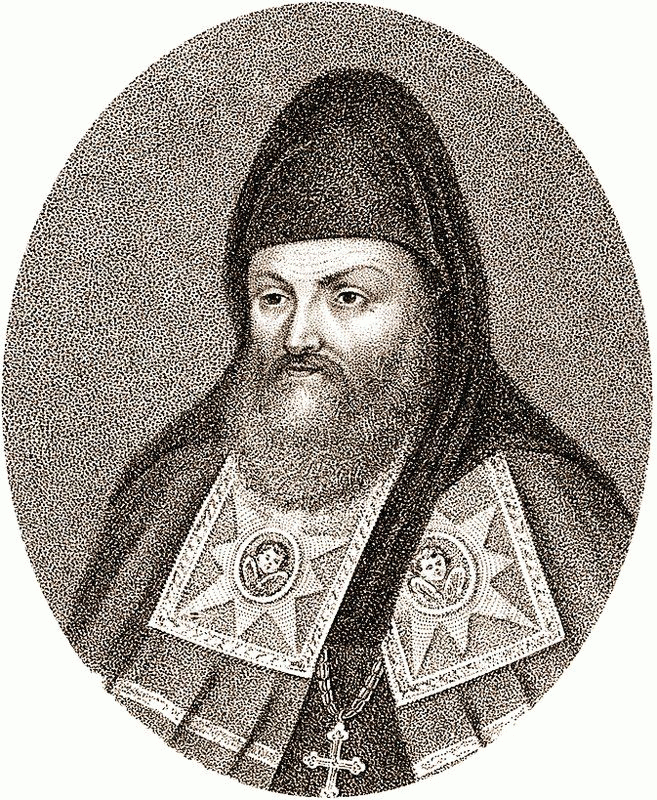
Innocent Gizel

La Synopsis de l'arximandrita del Monestir de les Coves de Kíiv Innokenty Gizel el 1674 incloïa una sola presentació el Conte d'eslovens i rus i el Conte de Mesech. La publicació va tenir un impacte notable en el públic en general i la comunitat lectora, que va barrejar fàcilment les històries incompatibles de les dues històries. El compilador del projecte autògraf de la Crònica Zabeline de Nóvgorod, creat a les dècades dels 1670 i 1680, manllevà la història d'Eslovènia i Rus de la primera edició (de Nóvgorod) del Codi Patriarcal del 1652 i va llegir la història de Meshek, fent-hi referències, al text de la Sinopsi. Va criticar l'autor de la Sinopsi per barrejar informació autèntica sobre Sloven i Rus amb el poc fiable, al seu parer, del Conte de Meshek.

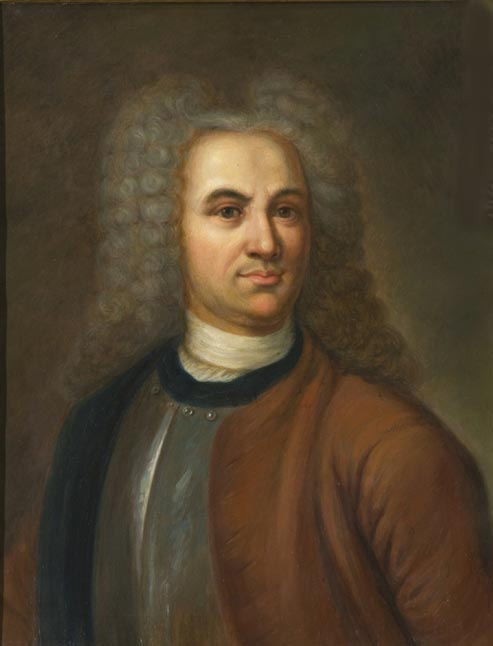
Retrat de Vasily Nikitich Tatishchev

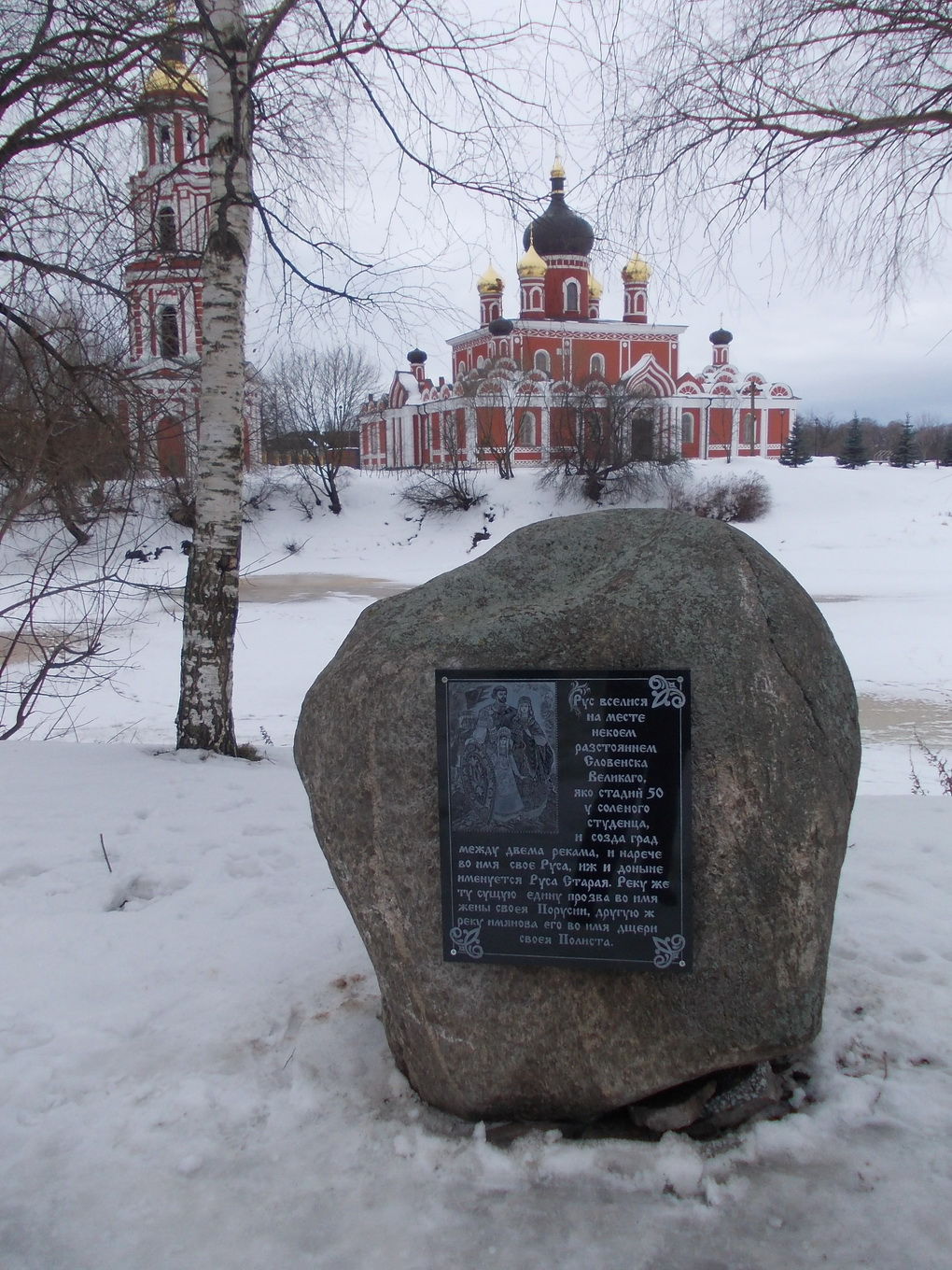
Pedra commemorativa de Rus, el fundador de la ciutat, a Stàraia Russa

## Ressenyes
La concepció del conte i la seua datació no corresponen a realitats històriques: l'era escita es remunta al mil·lenni I abans de la nostra era; i en el Conte, els eslovens i els russos es traslladen amb els seus pobles al nord d'Europa de l'Est a causa de conflictes entre els descendents dels escites l'any 2409 abans de la nostra era. Els esdeveniments i les dates de l'obra són considerats ficticis. 
La crònica és aliena a la tradició de les cròniques russes. Segons Andrei Bogdanov, l'autor de l'obra va trobar un nínxol desocupat i l'omplí amb herois antics i fets del passat rus, des dels descendents de Noé fins a Rúrik, minimitzant així els contactes amb altres documents.